# Дудник, Корнелий
Корнелий Дудник (рум. и гаг. Corneliu Dudnic) — молдавский политик гагаузского происхождения. Депутат Парламента Республики Молдова (2015–2019).

## Биография
Корнелий Дудник родился 2 марта 1982 года, этнический гагауз. В 2001—2010 годах — профессиональный спортсмен, мастер спорта, член сборной Республики Молдова по дзюдо, многократный чемпион.
В 2014 году был одним из сторонников проведения плебисцита на территории АТО Гагаузия по вопросу вступления в Таможенный союз. По результатам плебисцита 98,4 % жителей автономии поддержали «восточный вектор» (признан неконституционным).
В 2015 году, после отставки Владимира Плахотнюка, Дудник стал членом парламента Республики Молдова, и занимал эту должность до выборов 2019 года.
Присутствовавший на собрании местных властей, которое проходило в селе Томи в районе Чадыр-Лунга, ДПМ-депутат Корнелий Дудник сказал, что если Молдова объединится с Румынией, он первым возьмёт в руки оружие для защиты автономии Гагаузии. Лидер Демократической партии Молдовы Владимир Плахотнюк подверг эти заявления критике. Дудник выступает за сохранение русского языка как языка межнационального общения в Республике Молдова.

## Личная жизнь
Женат и имеет двух детей. Дудник говорит на румынском, русском, гагаузском, английском и турецком языках.